# Associazione delle conferenze episcopali della Regione dell'Africa centrale
L'Associazione delle conferenze episcopali della Regione dell'Africa centrale (in francese Association des Conférences Episcopales de la Région de l'Afrique Central, ACERAC) è un organismo della chiesa cattolica che raggruppa i vescovi di alcune nazioni dell'Africa centrale.

## Storia
L'ACERAC è stata istituita nel 1989 e ha sede a Brazzaville, nella Repubblica del Congo.

## Membri dell'ACERAC
Fanno parte dell'ACERAC i vescovi delle seguenti conferenze episcopali:
- Conferenza episcopale nazionale del Camerun (Conférence Episcopale Nationale du Cameroun, CENC);
- Conferenza episcopale del Ciad (Conférence Episcopale du Tchad);
- Conferenza episcopale del Gabon (Conférence Episcopale du Gabon);
- Conferenza episcopale della Guinea Equatoriale (Conférence Episcopale de Guinea Ecuatorial);
- Conferenza episcopale centrafricana (Conférence Episcopale Centrafricaine, CECA);
- Conferenza episcopale del Congo (Conférence Episcopale du Congo).

## Elenco dei presidenti
- Arcivescovo Joachim N'Dayen (1989 - 1994)
- Vescovo Basile Mvé Engone, S.D.B. (1994 - 1997)
- Vescovo Anatole Milandou  (1997 - 2000)
- Vescovo Anacleto Sima Ngua (2000 - 2002)
- Vescovo Jean-Claude Bouchard, O.M.I. (2002 - 2005)
- Vescovo François-Xavier Yombandje (settembre 2005 - luglio 2008)
- Vescovo Timothée Modibo-Nzockena (luglio 2008 - luglio 2014)
- Arcivescovo Samuel Kleda (13 luglio 2014 - 15 luglio 2017)
- Arcivescovo Juan Nsue Edjang Mayé (15 luglio 2017 - 24 luglio 2022)
- Arcivescovo Goetbé Edmond Djitangar, dal 24 luglio 2022

## Elenco dei vicepresidenti
- Vescovo Nestor-Désiré Nongo-Aziagbia, S.M.A., dal 24 luglio 2022

## Elenco dei segretari generali
- Presbitero Antonio Mabiala